# ネチルマイシン
ネチルマイシン（英：Netilmicin）（1-N-エチルシソマイシン）は半合成アミノグリコシド系抗生物質でシソマイシンの誘導体であり、Micromonospora inyoensisが産生する。アミノグリコシド系抗生物質は様々な細菌に対して殺菌作用がある。ネチルマイシンは腸から吸収されないため、注射または点滴でのみ投与される。重篤な感染症、特にゲンタマイシン耐性感染症の治療にのみ使用される。
1973年に特許が取得され、1981年に医療用として承認された。英国では2019年12月に眼の外部感染症の治療薬として医療用として承認された。WHO必須医薬品モデル・リストに記載されている。

## 医薬品との比較
英国国民医薬品集（BNF）によると、ネチルマイシンはゲンタマイシンと同様の活性を持つが、10日以上の治療が必要な場合には中毒性難聴が少ない。ネチルマイシンは多くのゲンタマイシン耐性グラム陰性菌に対して活性を示すが、緑膿菌に対してはゲンタマイシンやトブラマイシンよりも活性が低い。